# Beermarter
De beermarter of bintoerong (Arctictis binturong) is een Aziatische civetkatachtige uit de onderfamilie der palmrollers (Paradoxurinae).

## Kenmerken
De beermarter heeft een lange, ruige, zwarte vacht. De haarpunten zijn soms wit of geel, waardoor de dieren een gelige of grijzige waas kunnen hebben. Op de oren zitten lange, zwarte pluimpjes. De staart is lang en stevig gespierd, het puntje is zeer beweeglijk en kan dienen als grijpstaart. Beermarters worden 61 tot 96 centimeter lang en 7,6 tot 14 kilogram zwaar. Vrouwtjes worden groter dan mannetjes. De staart is tot 56 tot 89 centimeter lang.

## Leefwijze
De beermarter brengt het grootste gedeelte van zijn leven door in bomen. Het is de enige civetkatachtige en een van de weinige roofdieren met een grijpstaart. Deze dient als steun als de beermarter met zijn voorpoten een tak met vruchten naar zich toetrekt. Beermarters zijn omnivoren: ze eten behalve vruchten (voornamelijk bessen) ook scheuten, bladeren, kadavers, insecten, eieren en knaagdieren. Er zijn gevallen bekend van beermarters die in het water zwommen om vissen te vangen. Vogels worden met veren en al gegeten.
Beermarters zijn voornamelijk 's nachts actief; overdag rusten ze opgerold op een boomtak of in een boomholte. Ze leven solitair en houden er een territorium op na.

## Voortplanting
Een vrouwtje kan jaarlijks twee worpen krijgen. Eén tot drie jongen worden geboren na een draagtijd van ongeveer 92 dagen. Ze zijn na een jaar volgroeid.

## Verspreiding
Beermarters komen voor in de regenwouden van India, Nepal, Bhutan, Myanmar, Thailand, Indochina, Maleisië, Sumatra, Java, Borneo en Palawan (Filipijnen), waar ze een voorkeur voor bergbossen hebben. In deze landen wordt de beermarter soms als huisdier gehouden. Beermarters zijn eenvoudig te temmen en niet agressief.